# Shinnosuke Oka
Shinnosuke Oka, född 31 oktober 2003 i Okayama, är en japansk gymnast.

## Karriär
Vid asiatiska mästerskapen i artistisk gymnastik 2023 tog Oka guld i mångkampen och silver i räck och barr samt i lagtävlingen.